# 瑞季
瑞季（みずき、1997年2月27日 - ）は、日本の女優、タレント。
神奈川県出身。私立恵比寿中学の元メンバー。2024年3月まではスターダストプロモーション制作3部に所属していた。

## 人物
- 私立恵比寿中学（出席番号1番）の元メンバー。メンバーカラーは赤。
- 特技：バレエ、ピアノ、コルネット[1]
- 兄が2人いる。

## 出演

### テレビドラマ
- GTO（2014年、関西テレビ・フジテレビ系列） - 住吉のぞみ 役[3]
- 日曜劇場 仰げば尊し（2016年7月 - 9月、TBS） - 音無瑞季　役
- 連続ドラマW 監査役 野崎修平（2018年1月 - 3月、WOWOWプライム） - 野崎枝理花 役
- 連続ドラマW 頭取 野崎修平（2020年1月 - 2月、WOWOWプライム） - 野崎枝理花 役
- アイカツプラネット!（2021年1月10日 - 6月27日、テレビ東京） - 月城愛弓 / キューピット 役[4][5][6]
- リズスタ -Top of Artists!-（2022年10月23日、テレビ東京） - 記者 役

### 映画
- 劇場版アイカツプラネット!（2022年7月15日公開、BN Pictures） - 月城愛弓 / キューピット 役
- 刀剣乱舞-黎明-

### 舞台
- 音楽劇「現代版 若草物語」（2015年7月、六行会ホール） - ミドリ 役
- ミュージカル「小公女セーラ」（2015年12月、国立オリンピック記念青少年総合センター） - 主演・セーラ・クルー 役
- 演劇集団Z-Lion 第8回公演「きっといいKotoあるravel」（2017年4月、中野・ザ・ポケット） - 野村はるな 役
- 演劇集団Z-Lion 第9回公演「夢のLife two トゥライフ」（2017年10月、シアターサンモール） - 福田菊美 役
- 舞台 SOLID STAR プロデュース
  - vol.13「わが家の最終的解決」（2018年3月、シアターサンモール） - 主演・エヴァ＝オッペンハイマー 役
  - vol.15「明るいお葬式」（2018年9月、俳優座劇場） - 小仏梓 役
  - vol.17「ハッピーマーケット！！｣（2019年6月、スペース・ゼロ） - 西友美 役
- ミュージカル「タイム フライズ」（2019年2月、IMA HALL） - 海老原真梨 役
- 演劇ユニット 100点un･チョイス！ 5周年記念公演第1弾 第6回本公演「ヒロイン」（2019年4月、東京芸術劇場 シアターウエスト） - 須賀麻有 役
- ミュージカル「オリヴァー・ツイスト」（2019年7月・9月、東京芸術劇場 プレイハウス、兵庫県立芸術文化センター 阪急 中ホール） - ナンシー 役
- 舞台 LIVEDOG GIRLS「レディ・ア・ゴーゴー!! 2019」（2019年12月、新宿村LIVE） - TeamWaffle（ワッフル）主演・エル 役
- 演劇ユニット 100点un･チョイス！ 第14回公演「#これで恋ができるなら」（2021年7月 - 8月、CBGKシブゲキ!!） - 岡宮由梨 役

### ゲーム
- アイカツプラネット!（2020年12月10日-2023年3月30日データカードダス） - キューピット 役

### CM
- タイヘイ株式会社「就活編」（2017年10月）
- フジテック株式会社「くらしを次の階へ。エアータップ・顔認証」篇（2022年10月）

### 楽曲
- データカードダス「アイカツプラネット!」1弾楽曲（2020年12月10日配信） - STARRY PLANET☆の愛弓として
  - STARRY PLANET☆「HAPPY∞アイカツ！」
  - 舞桜・愛弓 from STARRY PLANET☆「FLYING TIPS」

### その他
- 一日警察署長（大磯警察署など、2017年12月15日）[7]